# Ladislav Melhuba
Ladislav Melhuba (11. května 1873 Hradečná – 23. března 1918 Praha byl rakouský a český lékař a politik, na počátku 20. století poslanec Českého zemského sněmu.

## Biografie
Profesí byl lékařem. Působil i jako novinář a politik. Uvádí se jako lékař a statkář v Moříně. Zastával funkci závodního lékaře Západočeské společnosti v Lánech.
Na počátku století se zapojil i do zemské politiky. V volbách v roce 1908 byl zvolen do Českého zemského sněmu v kurii venkovských obcí, obvod Příbram, Dobříš. Politicky se uvádí coby člen České agrární strany. Kvůli obstrukcím se ovšem sněm po roce 1908 fakticky nescházel.
Zemřel v březnu 1918.